# Día Mundial de Concienciación sobre el Autismo
El Día Mundial de Concienciación sobre el Autismo es una jornada que se celebra anualmente el 2 de abril desde 2008, fue establecida por la Asamblea General de las Naciones Unidas el 18 de diciembre de  2007.

## Proclamación
La Asamblea General de las Naciones Unidas estableció el Día Mundial de Concienciación sobre el Autismo el 18 de diciembre de 2007, con el objetivo de mejorar la comprensión y promover la aceptación de las personas con trastornos del espectro autista (TEA). La Convención sobre los Derechos de las Personas con Discapacidad, fundamenta este esfuerzo al promover el respeto y la inclusión de todas las personas con discapacidad, incluidas las que presentan TEA.

## Celebración
Celebrado anualmente desde 2008 el 2 de abril, la elección de esta fecha tiene como finalidad sensibilizar a la población mundial sobre el autismo, una condición neurológica permanente que se manifiesta desde la primera infancia y busca también enfatizar la necesidad de ayudar a mejorar la calidad de vida de las personas con autismo para que puedan llevar una vida plena y significativa como parte integral de la sociedad. Desde su primera conmemoración, este día ha servido para destacar las contribuciones de las personas con autismo en diversos ámbitos de la sociedad, como el hogar, el trabajo, las artes y la elaboración de políticas. A pesar de los avances en la concienciación y aceptación del autismo, las personas con TEA continúan enfrentando desafíos significativos, incluida la discriminación, lo que subraya la importancia de la observancia de este día.

## Iniciativa Ilumínalo de azul
La iniciativa Ilumínalo de azul (Light It Up Blue en inglés), fue creada por Autism Speaks en 2010. Desde entonces, ha reunido a la comunidad internacional del autismo para iluminar de azul cientos de miles de lugares emblemáticos, edificios, hogares y comunidades en todo el mundo como un acto de reconocimiento hacia las personas con autismo.
- 2008: Mensaje con ocasión de la inauguración[8]
- 2009: Mensaje del Secretario General Ban Ki-moon[9]
- 2010: Mensaje del Secretario General Ban Ki-moon[10]
- 2011: Mensaje del Secretario General Ban Ki-moon[11]
- 2012: Lanzamiento del sello de "Sensibilización" oficial de la ONU[12][13]
- 2013: Celebrando la capacidad dentro de la discapacidad del autismo[13][14]
- 2014: Abriendo puertas a la educación inclusiva[13][15]
- 2015: Empleo: La ventaja del autismo[13][16]
- 2016: Autismo y la Agenda 2030: Inclusión y neurodiversidad[13][17]
- 2017: Hacia la autonomía y la autodeterminación[13][18]
- 2018: Empoderando a mujeres y niñas con autismo[13][19]
- 2019: Tecnologías de apoyo, participación activa[13][20]
- 2020: La transición a la adultez[13]
- 2021: Inclusión en el lugar de trabajo[13]
- 2022: Educación de calidad inclusiva para todos[13]
- 2023: Cambiar la narrativa: contribuciones en el hogar, en el trabajo, en las artes y en la elaboración de políticas[13][21]
- 2024: Moving from Surviving to Thriving: Autistic individuals share regional perspectives[22]
- 2025: Fomentar la neurodiversidad y los Objetivos de Desarrollo Sostenible[23]

## Eventos similares
- Día Internacional del TDAH (13 de julio)
- Día Internacional del síndrome de Asperger (18 de febrero)
- Día Mundial del Síndrome de Down (21 de marzo)
- Día del Orgullo Autista (18 de junio)
- Día Mundial de la Salud Mental (10 de octubre)
- Día Internacional de las Personas con Discapacidad (3 de diciembre)
- Día de los Derechos Humanos (10 de diciembre)
- Día Mundial de Concienciación sobre la Esquizofrenia (16 de agosto)